# Glyptomorpha pallidinervis
Glyptomorpha pallidinervis är en stekelart som först beskrevs av Cameron 1906.  Glyptomorpha pallidinervis ingår i släktet Glyptomorpha och familjen bracksteklar. Inga underarter finns listade i Catalogue of Life.